# 葛川村
葛川村（かつらがわむら）は、滋賀県滋賀郡にあった村。現在の大津市葛川各町にあたる。

## 地理
- 山岳：皆子山、鎌倉山、蓬萊山、比良岳、烏谷山、比良山、武奈ヶ岳、釣瓶岳
- 河川：安曇川、針畑川
- 峠：花折峠

## 歴史
- 1889年（明治22年）4月1日 - 町村制の施行により、坂下村・木戸口村・中村・坊村・町居村・梅ノ木村・貫井村・細川村の区域をもって発足。
- 1955年（昭和30年）4月1日 - 仰木村・堅田町・真野村・伊香立村と合併し、改めて堅田町が発足。同日葛川村廃止。

## 交通

### 道路
- 鯖街道（現・国道367号）